# Finström-Geta församling

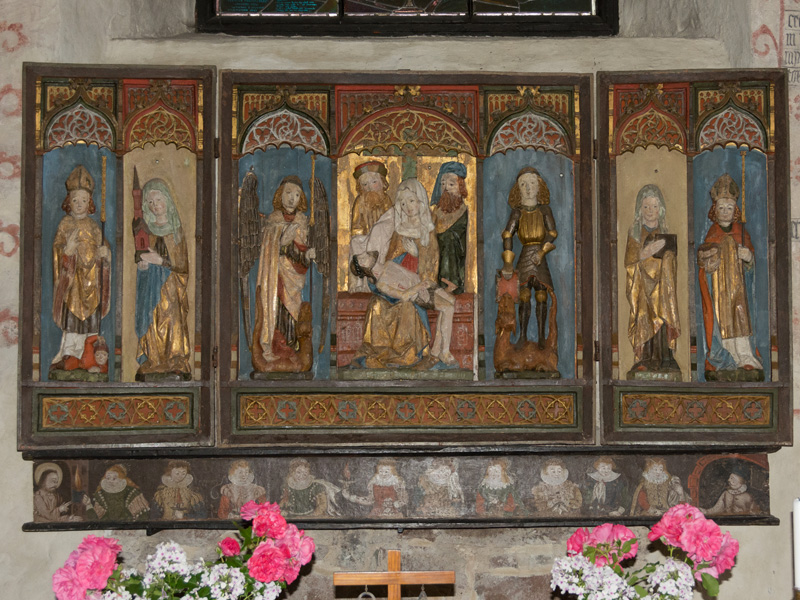
Altarskåpet i Finströms kyrka

Finström-Geta församling var en församling i Ålands prosteri inom Borgå stift i Evangelisk-lutherska kyrkan i Finland. Till församlingen hörde 2 388 kyrkomedlemmar (08/2018) i kommunerna Finström och Geta.  
Finströms kyrksocken härstammar senast från 1200-talet. Socknen nämns första gången 1328. Geta kapell torde ha grundats under 1400-talets första hälft. Geta nämns första gången 1463.
Kyrkoherde i församlingen var Jon Lindeman.
Efter årsskiftet 2021-2022 sammanslogs Finström-Geta församling och Sund-Vårdö församling till Norra Ålands församling. Gemensam kyrkoherde förblev Jon Lindeman.

## Församlingens kyrkor
- Finströms kyrka (1200-talet)
- Geta kyrka (ca 1450)

## Personer vid Finströms kyrka

### Klockare
| Ämbetstid | Namn                    | Levnadstid | Övrigt   |
| --------- | ----------------------- | ---------- | -------- |
| 1762-1763 | Johan Sundberg          | 1718-1763  | Klockare |
| 1764-1772 | Eric Sundström          | 1740-1772  | Klockare |
| 1781-1803 | Gabriel Bahrman         | 1746-1815  | Klockare |
| 1804-1828 | Johan Adolph Budde      | 1765-1828  | Klockare |
| 1830-1837 | Mattias Blomqvist       | 1786-1837  | Klockare |
| 1838-1857 | Christer Otto Nordström | 1807-      | Klockare |

### Organister
| Ämbetstid | Namn                  | Levnadstid | Övrigt   |
| --------- | --------------------- | ---------- | -------- |
| 176?      | Anders Lindquist      | 1742-      | Organist |
| 1774-1803 | Petter Lindquist      | 1738-1803  | Organist |
| 1804-     | Daniel Gustaf Bahrman | 1775-      | Organist |

## Personer vid Geta kyrka

### Klockare
| Ämbetstid | Namn              | Levnadstid | Övrigt   |
| --------- | ----------------- | ---------- | -------- |
| 1820      | Johan Eklöf       |            | Klockare |
| 1824-1830 | M. Blomqvist      |            | Klockare |
| 1840      | Johan Westerlund  |            | Klockare |
| 1844-     | Jan Eric Holmberg |            | Klockare |